# قورباغه آب‌پز

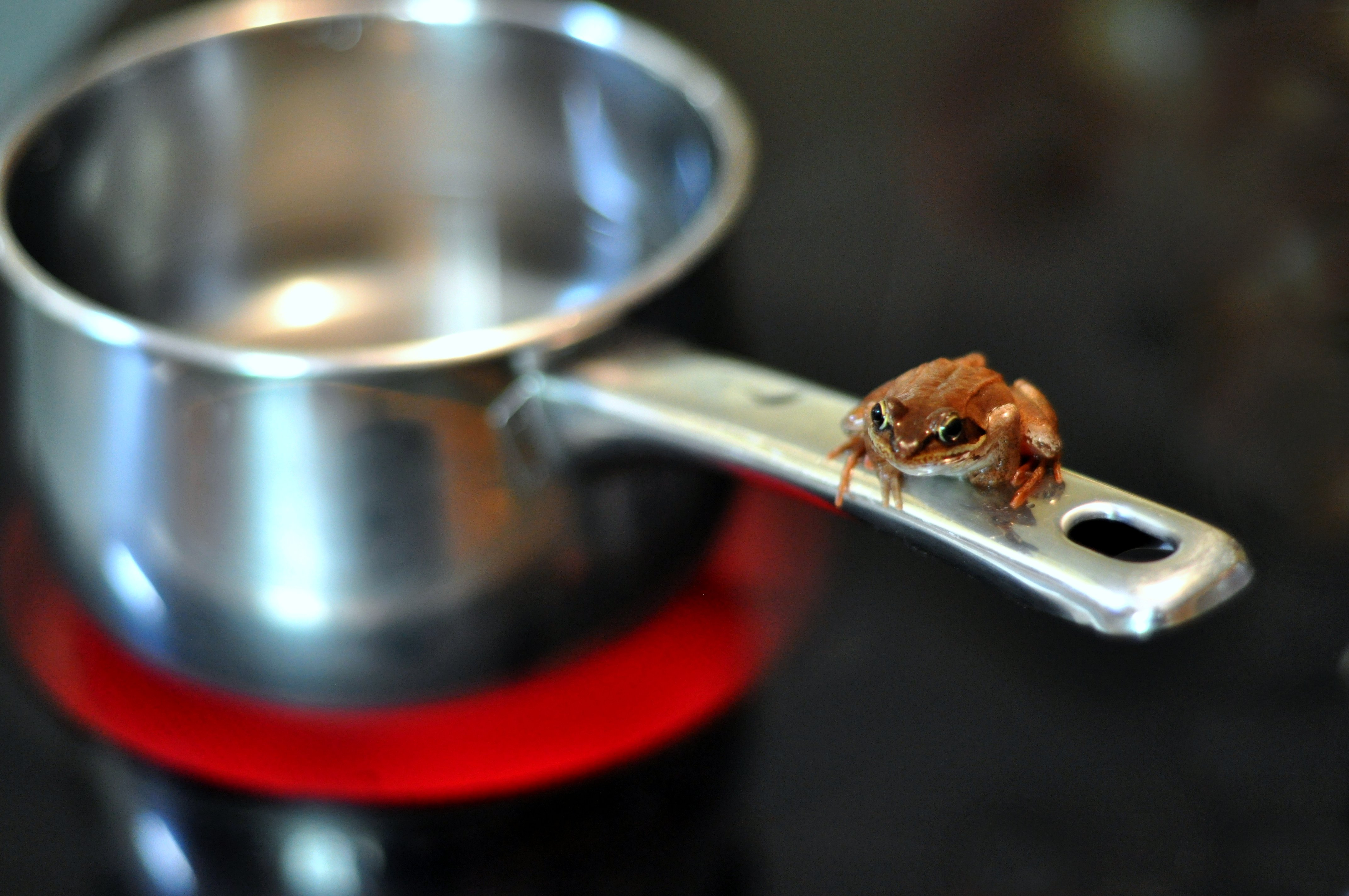
قورباغه‌ای بر دستهٔ یک قابلمه نشسته‌است.

گفته‌ای رایج است که می‌گوید زمانی که قورباغه را داخل یک ماهیتابهٔ پر از آب قرار می‌دهند، و آب آن را به تدریج داغ می‌کنند، قورباغه نمی‌تواند متوجهٔ افزایش تدریجی حرارت شود. او آنقدر می‌نشیند تا بمیرد.
از این مثل برای اشاره به این امر استفاده می‌شود که بسیاری از مردم، مثل قورباغه، نمی‌توانند تغییرات تدریجی و کشنده را متوجه شوند.

## پیش زمینه علمی
در قرن ۱۹ این‌طور تصور می‌شد که این مثل به خاطر خونسرد بودن قورباغه‌ها صحیح است؛ ولی تحقیقات اخیر نشان می‌دهد که قورباغه‌های واقعی به محضی که بتوانند از ماهیتابه داغ فرار می‌کنند.